# Jedynka Aleksandrów Łódzki
Jedynka Aleksandrów Łódzki – polska kobieca drużyna siatkarska z Aleksandrowa Łódzkiego istniejąca w latach 1995-2013. Od 1 stycznia 2008 roku klub prowadził tylko zespół seniorek, zaś pozostałe grupy przekazał innemu Uczniowskiemu Klubowi Sportowemu z Aleksandrowa. 12 lipca 2013 roku Walne Zebranie podjęło decyzję o rozwiązaniu klubu z dniem 1 sierpnia 2013 r.

## Historia

### Początki klubu
Klub powstał w 1995 roku i od samego początku istniała sekcja siatkówki kobiet. Prowadzono zajęcia dla juniorek młodszych, młodziczek i minisiatkówki. W 2005 roku została utworzona drużyna seniorek, która swoje zmagania rozpoczęła od III ligi.
Już w pierwszym sezonie (2005/2006), Jedynka pod wodzą trenera Zbigniewa Pilarskiego awansowała do II ligi. Wygrały turniej półfinałowy, którego były gospodyniami, pokonując SPS Sandecję Nowy Sącz, UKS Piątkę Sandomierz oraz UKS Ósemkę Siedlce. W turnieju finałowym, który także odbył się w Aleksandrowie Łódzkim zajęły 2. miejsce, pokonując MKS Gaudię Trzebnica, MKS Calisię Kalisz oraz ulegając BKS Szóstce Biłgoraj. Dzięki drugiemu miejscu, klub zagrał w barażach, w których, w dwumeczu pokonał Warmiss Volley Olsztyn, uzyskując awans do wyższej klasy rozgrywkowej.

### Lata 2006-2009
| sezon     | liga | pozycja |
| --------- | ---- | ------- |
| 2005/2006 | III  | 2       |
| 2006/2007 | II   | 5       |
| 2007/2008 | II   | 4       |
| 2008/2009 | II   | 2       |
| 2009/2010 | I    | 8       |
| 2010/2011 | II   | 1       |
| 2011/2012 | I    | 7       |

W pierwszym sezonie (2006/2007) w II lidze grupie 3, Jedynka zakończyła rozgrywki na 4 pozycji.
W fazie play-off o miejsca 1-6, pokonały 3:0 w stanie rywalizacji Skarpę Toruń, zaś w półfinale uległy w stosunku meczów 3:0 drużynę AZS AWF Warszawa. Rundę zasadniczą zakończyły na 3. miejscu z jedenastoma wygranymi i siedmioma porażkami.

Jedynka grała w składzie: Monika Szukalska, Karolina Dębowska, Kamila Łuczak, Małgorzata Buśko, Marta Wankiewicz, Małgorzata Kuropatwa, Paulina Podleś, Edyta Pilarska, Klaudia Maryniak, Barbara Jagła, Ewa Balcerek, trener – Zbigniew Pilarski.
W sezonie 2007/2008, Jedynka zakończyła rozgrywki na 5. miejscu. W rywalizacji o miejsca 5-6, siatkarki z Aleksandrowa pokonały w stosunku meczów 2:1 AZS Politechnikę Radomską. Rundę zasadniczą zakończyły na 6. miejscu mając na koncie 10 zwycięstw i 8 porażek.
Sezon 2008/2009 Jedynka zakończyła na 2. miejscu.
W fazie Play off pokonały w półfinale 3:0 w stanie rywalizacji Tomasovię Tomaszów Lubelski, zaś w finale musiały uznać wyższość siatkarek Legionovii Legionowo w stosunku meczów 3:1.
Rundę zasadniczą zakończyły na 1. miejscu wygrywając siedemnaście z osiemnastu spotkań.
Pomimo zakończenia rozgrywek na drugiej pozycji i nieuzyskania awansu Jedynka zajęła miejsce Piasta Szczecin, mającego problemy finansowe w rozgrywkach I ligi.

### Sezon 2009/2010
Pierwszy sezon w rozgrywkach I ligi nie zakończył się pomyślnie dla aleksandrowskiego klubu. Rundę zasadniczą zespół zakończył na 8. miejscu odnosząc 9 zwycięstw i 11 porażek. W walce o miejsca 7-10 pokonały Legionovię Legionowo 3:0 w stanie rywalizacji dzięki czemu uzyskały prawo gry w barażach o I ligę. Po porażkach z gospodyniami turnieju barażowego BKS Szóstką Black Red White Biłgoraj, KŚ AZS Politechniką Śląską Gliwice i zwycięstwie nad Remagum MOSiR Mysłowice spadły do II ligi.

Jedynka grała w składzie: Karolina Wiśniewska, Marta Wankiewicz, Katarzyna Buchalska, Karolina Olczyk, Agnieszka Wołoszyn, Magdalena Blomberg, Aleksandra Przepiórka, Karolina Michalkiewicz, Sylwia Korzycka, Agnieszka Rajkowska, Klaudia Maryniak, Katarzyna Możdżeń, trenerzy – Paweł Mikołajczyk, następnie Jacek Pasiński.

### Sezon 2010/2011
W sezonie 2010/2011 zespół występował w grupie I. II ligi. Rundę zasadniczą zawodniczki zakończyły na pierwszym miejscu, wygrywając 19 z 20 spotkań. W pierwszej fazie walki o I ligę, w fazie pucharowej wewnątrz swojej grupy, Jedynka pokonała dwukrotnie w stosunku meczów 3-0, kolejno: Jokera Mekro Świecie i Pałac II WSG Bydgoszcz, awansując w ten sposób do turnieju finałowego jako zwycięzca swojej grupy. W turnieju finałowym, rozgrywanym w dniach 15-17 kwietnia w Legionowie, po przegranej 2:3 z Szóstką Biłgoraj i zwycięstwie 3:1 z Gaudią Trzebnica, Jedynka zapewniła sobie powrót do I ligi.

Jedynka grała w składzie: Aurelia Pałyga, Sylwia Korzycka, Aleksandra Przepiórka, Karolina Michalkiewicz, Karolina Wiśniewska, Katarzyna Buchalska, Klaudia Maryniak, Katarzyna Łubis, Ewelina Ryznar, Daria Bąkowska, Maja Motylewska, Agnieszka Rajkowska, Marlena Mieszała, Judyta Szulc, trener: Aleksander Klimczyk.

### Sezon 2011/2012
Do pierwszoligowej ekipy Jedynki dołączyły: Anna Związek z AZS KSZO Ostrowiec Świętokrzyski, Dominika Nowakowska z KS Piecobiogazu Murowana Goślina, Sandra Szczygioł z PLKS Pszczyna, a także Natalia Wardzińska. Natomiast zespół opuściły: Daria Bąkowska, Maja Motylewska, Katarzyna Łubis, Karolina Wiśniewska, Katarzyna Buchalska oraz Klaudia Maryniak. Trenerem zespołu pozostał Aleksander Klimczyk. Podczas sezonu klub wzmocniła Marta Ostrowska. W rundzie zasadniczej zespół rozegrał dwadzieścia dwa mecze, z czego jedenaście wygrał oraz jedenaście przegrał. W tabeli zajął siódme miejsce. Po zmienionej formule awansu do rundy play-off ostatecznie beniaminek zajął siódme miejsce i zapewnił sobie pozostanie w I lidze.

Jedynka grała w składzie: Aurelia Pałyga, Sylwia Korzycka, Aleksandra Przepiórka, Karolina Michalkiewicz, Ewelina Ryznar, Anna Związek, Dominika Nowakowska, Natalia Wardzińska, Sandra Szczygioł, Marta Ostrowska, Marlena Mieszała, Judyta Szulc, trener: Aleksander Klimczyk.

### Sezon 2012/2013
Po zakończonym sezonie włodarze klubu nie ukrywali swojego niezadowolenia z uzyskanego wyniku. Choć Jedynka była beniaminkiem, a zajęta 7. lokata gwarantowała pewne utrzymanie, to jednak liczono na coś więcej. W związku z tym w zespole nastąpiły spore zmiany. Wzmocnienia miały zagwarantować zespołowi walkę o dużo wyższe cele, niż miało to miejsce w ubiegłym roku. Zmieniony został trener, Aleksandra Klimczyka zastąpił na tej pozycji Mariusz Bujek. Z Jedynką pożegnały się: Sandra Szczygioł, Ewelina Ryznar, Agnieszka Rajkowska, Aurelia Pałyga, Judyta Szulc, Marta Ostrowska oraz Natalia Wardzińska. Grę Jedynki prowadziła Justyna Wilk. Kolejne nowe zawodniczki to: Agata Babicz, wychowanka Stali Mielec, nowa przyjmująca Marta Natanek, reprezentująca w minionym sezonie Jadar Radom, trzy zawodniczki grające ostatnio w Chemiku Police – Tamara Kaliszuk, atakująca oraz Ewa Kwiatkowska i Kristina Jordańska - środkowe.
Wzmocniona drużyna wygrała rundę zasadniczą. W fazie play-off Jedynka pokonała KS Piecobiogaz Murowana Goślina oraz AZS KSZO Ostrowiec Świętokrzyski, ale w finale ligi przegrała z Chemikiem Police. Przegrała też w barażach o awans do ORLEN Ligi z Legionovią Legionowo.
Wobec nieawansowania do ekstraklasy zarząd UKS Jedynka Aleksandrów Łódzki 13 maja 2013 roku podjął decyzję o niezgłaszaniu drużyny do rozgrywek w kolejnym sezonie. Powodem było wycofanie się jedynego praktycznie donatora, gminy Aleksandrów Łódzki, z finansowania klubu. Kolejnym krokiem była decyzja o rozwiązaniu klubu z dniem 1 sierpnia 2013 r.

## Kadra w sezonie 2012/2013
| Numer | Imię i nazwisko        | Data urodzenia       | Narodowość | Wzrost | Waga | W klubie od | Pozycja      |
| ----- | ---------------------- | -------------------- | ---------- | ------ | ---- | ----------- | ------------ |
| 1     | Marta Natanek          | 10 lutego 1983       | Polska     | 180    | 66   | 2012        | przyjmująca  |
| 2     | Sylwia Korzycka        | 14 marca 1989        | Polska     | 169    | 66   | 2008        | libero       |
| 3     | Aleksandra Przepiórka  | 19 października 1990 | Polska     | 174    | 64   | 2009        | rozgrywająca |
| 4     | Karolina Michalkiewicz | 3 września 1988      | Polska     | 177    | 66   | 2007        | przyjmująca  |
| 5     | Marlena Mieszała       | 2 maja 1977          | Polska     | 187    | 72   | 2010        | środkowa     |
| 7     | Anna Tomczyk           | 26 listopada 1987    | Polska     | 190    | 73   | 2011        | przyjmująca  |
| 8     | Ewa Kwiatkowska        | 12 kwietnia 1986     | Polska     | 180    | 75   | 2012        | środkowa     |
| 9     | Justyna Wilk           | 8 lutego 1984        | Polska     | 176    | 72   | 2012        | rozgrywająca |
| 10    | Kristina Jordańska     | 30 września 1988     | Bułgaria   | 195    | 80   | 2012        | środkowa     |
| 11    | Agata Babicz           | 16 marca 1986        | Polska     | 171    | 64   | 2012        | przyjmująca  |
| 13    | Dominika Nowakowska    | 16 czerwca 1988      | Polska     | 180    | 64   | 2011        | przyjmująca  |
| 14    | Tamara Kaliszuk        | 20 marca 1990        | Polska     | 180    | 76   | 2012        | atakująca    |

### Sztab szkoleniowy
| Funkcja           | Imię i nazwisko |
| ----------------- | --------------- |
| Trener            | Mariusz Bujek   |
| Masażysta         | Jerzy Mostowski |
| Kierownik drużyny | Jarosław Siech  |

## Prezesi i trenerzy klubu

### Prezesi
| Imię i nazwisko      | Okres pełnienia funkcji | Okres pełnienia funkcji |
| -------------------- | ----------------------- | ----------------------- |
| Witold Szukalski     | 1995                    | 05.2010                 |
| Grzegorz Andrzejczak | 05.2010                 | obecnie                 |

### Trenerzy
| Imię i nazwisko     | Okres pełnienia funkcji | Okres pełnienia funkcji |
| ------------------- | ----------------------- | ----------------------- |
| Zbigniew Pilarski   | 2005                    | 2007                    |
| Bogdan Jaszczuk     | 2007                    | 2008                    |
| Paweł Mikołajczyk   | 2008                    | 2009                    |
| Jacek Pasiński      | 2009                    | 2010                    |
| Aleksander Klimczyk | 2010                    | 2012                    |
| Mariusz Bujek       | 2012                    | obecnie                 |